# Vegaea
Vegaea pungens es la única especie del género monotípico Vegaea. Es un arbusto pertenecientes a la antigua familia  Myrsinaceae, ahora subfamilia Myrsinoideae. Es originaria de la República Dominicana en la Provincia La Vega. En la carretera de Constanza a La Nevera, en la entrada al parque nacional Juan Bautista Pérez Rancier.

## Taxonomía
Vegaea pungens fue descrita por Ignatz Urban y publicado en Symbolae Antillanae seu Fundamenta Florae Indiae Occidentalis 7: 536. 1913.